# Vemma
Vemma (ˈviː.mə) Nutrition Company est une entreprise de vente multiniveau ayant son siège social à Scottsdale (Arizona) aux États-Unis. Elle propose des boissons énergétiques, des compléments alimentaires et des produits de régime amaigrissant. La société a été fondée en 2004 par Benson K Boreyko et famille. Vemma Europe est une société anonyme fondée en 2006 et ayant son siège social dans le comté de Kildare, en Irlande. Le directeur d'exploitation en est Tomasz Stanisławski.

## Histoire
Vemma est le successeur de New Vision International, une société fondée par la famille Boreyko en mars 1995 et sise à Tempe (Arizona), qui vendait des compléments alimentaires.
Les activités européennes de Vemma sont supervisées par Tomasz Stanisławski, directeur de l'exploitation, qui dirige la filiale européenne de Vemma.

## Produits
Vemma a cinq gammes de produits : Vemma, Verve, Thirst, Bod-e, et Next, toutes reposant sur la formulation nutritionnelle de base, nommée « Vemma » elle aussi. Le nom « Vemma » est un acronyme en anglais formé à partir des initiales de vitamines, éléments minéraux , mangoustanier et aloès.
Plusieurs des produits de la société contiennent de la caféine, dont quelques boissons dans la gamme « Verve » présentant un niveau de caféine similaire à celui présent dans les boissons énergétiques. La gamme « Verve » est la boisson officielle des Suns de Phoenix, une franchise de basket-ball de la NBA en Arizona.

## Modèle d'entreprise
Vemma est une société qui s'organise selon une structure marketing de vente directe / marketing d'affiliation. L'entreprise Vemma se dit alors sur une vente multi-niveau (MLM).
La société vend ses produits au travers des distributeurs indépendants--auxquels on fait référence dans la société en tant qu'« affiliés » mais qui autrefois étaient connus en tant qu'« associés de la marque » (anglais : brand partners).  Les affiliés gagnent un pourcentage de leurs propres ventes de produits, ainsi qu'une partie des recettes provenant du réseau de distributeurs qu'ils construisent,,.
En 2014, la société décrivait son modèle en tant que marketing d'affiliation, sans pour autant avoir changé la façon de rémunérer les distributeurs qui vendaient les produits aux consommateurs. 
Des critiques affirment que le simple changement de nom de ses distributeurs en « affiliés » ne change rien par rapport au modèle d'entreprise, et que Vemma est toujours un MLM parce que son régime de rémunération n'a pas changé.

## Actions juridiques

### Plainte pour publicité mensongère aux États-Unis

#### Plainte concernant la société mère
Dans une action juridique aux États-Unis en 1999, la Federal Trade Commission a enjoint à la société mère, New Vision International, de ne plus s'engager dans certaines pratiques publicitaires qui lui étaient reprochées.
La plainte de la FTC accusait New Vision d'« actes ou pratiques injustes ou trompeuses, et de publicité mensongère » sur les avantages pour la santé de certains de ses  produits. Dans son injonction C-3856, la FTC ordonne à New Vision de cesser de vanter les mérites de ses produits pour la santé et l'oblige à en informer tous les distributeurs et les membres de l'équipe.

#### Accord entre Vemma et la Federal Trade Commission
À la suite d'une plainte d'août 2015 de la FTC, un accord a été trouvé entre Vemma et la FTC le 1er septembre 2016. La FTC a en effet constaté que, contrairement à ce que pouvait laisser supposer la publicité de la société, la plupart des personnes perdaient de l'argent. Aussi l'accord interdit-il dorénavant toute rémunération des affiliés liées à un recrutement et non à des ventes réelles à des personnes non-affiliées. Par ailleurs, est désormais interdite à la société toute fausse représentation des gains potentiels pour les affiliés ou des effets bénéfiques pour la santé de son produit. Une amende de 238 millions de dollars avec sursis a été infligée, avec un paiement partiel de 470 136 dollars.

### Accusations italiennes
En mars 2014, l'agence italienne AGCM (it) pour le droit de la consommation a imposé une amende de € 100 000 sur Vemma Italia (filiale italienne de Vemma). L'AGCM a constaté que Vemma agissait comme un système pyramidal en encourageant le recrutement d'autres vendeurs comme principal moyen de profit, plutôt que la vente de produits.
Vemma a affirmé ne pas être en violation de la loi et qu'elle avait fait un certain nombre de changements en réponse aux préoccupations du gouvernement.
Une analyse par l'association indépendante de protection des consommateurs Truth in Advertising (en) a déterminé que le nouveau plan de rémunération de Vemma ne présentait pas de différence importante par rapport à celui que les régulateurs italiens avaient qualifié de système pyramidal.